# Euploea incerta
Euploea incerta is een vlinder uit de familie Nymphalidae. De wetenschappelijke naam van de soort is voor het eerst geldig gepubliceerd in 1915 door James John Joicey & Alfred Noakes.